# Papenbrug
De Papenbrug was een brug over het Damrak in Amsterdam-Centrum. Hij lag ongeveer op de grens van de noordoostelijke gevel van de Bijenkorf en de zuidwestkant van het plein behorend bij de Beurs van Berlage, en is in 1884 gesloopt.
Hier lag sinds begin 15e eeuw een brug. Deze werd wel de Inrebrug dan wel Inner genoemd (binnenste brug, gezien vanaf De Dam. In de 19e eeuw was bij de brug een aanlegplaats voor bootjes naar de Rietlanden. In verband met de bouw van een nieuwe korenbeurs werd in 1883 bij een aanbesteding bepaald dat het Damrak vanaf de Dam binnen vijf maanden gedempt moest worden, het ging om een oppervlak van bijna 15.000 m². In verband met de werkzaamheden was de brug 3 september 1883 tot 29 september gestremd voor verkeer. In december 1883 was de klus zodanig geklaard dat de brug gesloten werd voor verkeer.
De brug werd in 1884 gesloopt. De sloop gebeurde onder heftige protesten van Justus van Maurik jr., die de aantasting van het stadsschoon schuwde. De aanwezigheid van de brug is nog steeds terug te vinden in de naam van de nabijgelegen Papenbrugsteeg.

## Naam
Omtrent de etymologie van de naam doen twee verhalen de ronde: volgens een verhaal uit de 16e eeuw lag op deze plek een oude en vervallen brug (de Inrebrug), die op een Vastenavond door enkele geestelijken in brand gestoken is (dit was voor de Alteratie, derhalve kan men ervan uitgaan dat de geestelijken in kwestie van de Paapse persuasie waren). De herbouwde brug zou daarop de naam Papenbrug gekregen hebben. Een tweede, wat minder kleurrijke, verklaring is dat de brug destijds door geestelijken gebruikt werd om tussen de Oude en Nieuwe Kerk te pendelen.

## Weetje
De brug speelt een rol in de Friese sage over het paaltje van Oosterlittens.